# Olympische Sommerspiele 2000/Teilnehmer (Äquatorialguinea)
| Gelbes Symbol für Goldmedaillen mit stilisierten Olympischen Ringen | Graues Symbol für Silbermedaillen mit stilisierten Olympischen Ringen | Braundes Symbol für Bronzemedaillen mit stilisierten Olympischen Ringen |
| ------------------------------------------------------------------- | --------------------------------------------------------------------- | ----------------------------------------------------------------------- |
| —                                                                   | —                                                                     | —                                                                       |

Äquatorialguinea nahm an den Olympischen Sommerspielen 2000 in der australischen Metropole Sydney mit vier Athleten, zwei Frauen und zwei Männer, in zwei Sportarten teil.
Seit 1984 war es die fünfte Teilnahme Äquatorialguineas bei Olympischen Sommerspielen.

## Teilnehmer nach Sportart

### Leichtathletik
1500 m (Herren):
Jose Luis Ebatelo Nvo
- Runde 1 - 4:06,14 min, 40. Platz (ausgeschieden)

100 m (Frauen):
Mari Paz Mosanga Motanga
- Runde 1 - 12,91 s, 75. Platz (ausgeschieden)

### Schwimmen
100 m Freistil (Herren):
Éric Moussambani
- 1:52,72 min, 71. Platz (ausgeschieden)

50 m Freistil (Frauen):
Paula Barila Bolopa
- 1:03,97 min, 73. Platz (ausgeschieden)